# Wikariat Północny (archidiecezja popayáńska)
Wikariat Północny – jeden z 3 wikariatów rzymskokatolickiej archidiecezji popayáńskiej w Kolumbii. 
Według stanu na styczeń 2017 w skład dekanatu Północnego wchodziło 31 parafii rzymskokatolickich. 

## Lista parafii
Źródło:
| Lp. | Miejscowość            | Parafia                                                 | Grafika | Kościół                                                                 | Adres | Proboszcz                             |
| --- | ---------------------- | ------------------------------------------------------- | ------- | ----------------------------------------------------------------------- | --- | ------------------------------------- |
| 1   | Miranda                | Parafia Miłosierdzia Bożego                             |         | Kościół Miłosierdzia Bożego w Miranda                                   | Casa Cural, Divina Misericordia, Miranda, Cauca                                                             | ks. Arcángel ACOSTA IZQUIERDO         |
| 2   | Piendamó               | Parafia Chrystusa Działającego Cuda                     |         | Kościół Chrystusa Działającego Cuda w Piendamó                          | b.d. | ks. Jairo GEMBUEL VICTORIA            |
| 3   | Pescador               | Parafia św. Róży z Palermo                              |         | Kościół św. Róży z Palermo w Pescador                                   | Casa Cural, Parroquia Santa Rosalía de Palermo, Parque principal- Pescador, Caldono-Cauca                   | ks. Luis Hernán PEÑA INFANTE          |
| 4   | Siberia-Caldono        | Parafia św. Barbary                                     |         | Kościół św. Barbary w Siberia-Caldono                                   | Carrera 3 No.5-30- Barrio Centro-Siberia-Cauca                                                              | ks. José Eduardo CRUZ CRUZ            |
| 5   | Villarrica             | Parafia św. Rocha                                       |         | Kościół św. Rocha w Villarrica                                          | Casa cural, Parroquia San Roque, Villarrica-Cauca: Cra. 3 No. 3-04 Barrio Alfonso Caicedo Roa Villa Rica    | ks. P. Edinson Bolaños Mera           |
| 6   | Buenos Aires           | Parafia św. Michała Archanioła                          |         | Kościół św. Michała Archanioła w Buenos Aires (Kolumbia)                | Casa Cural, Parroquia San Miguel Arcángel, Calle 7 No.6-75-Plaza principal, Buenos Aires, Cauca             | ks. José Alfredo VELASCO ARCE         |
| 7   | Corinto                | Parafia św. Michała Archanioła                          |         | Kościół św. Michała Archanioła w Corinto                                | Casa Cural, Corinto, Cauca                                                                                  | ks. Juan Diego COLORADO BOLÍVAR       |
| 8   | Caldono                | Parafia św. Wawrzyńca                                   |         | Kościół św. Wawrzyńca w Caldono                                         | Casa Cural, Barrio L aPlaza, Caldono, Cauca                                                                 | ks. Gilberto León GAVIRIA VARGAS      |
| 9   | Toribío                | Parafia św. Jana Chrzciciela                            |         | Kościół św. Jana Chrzciciela w Toribío                                  | Casa Cural, Parroquia San Juan Bautista, Parque Central –Toribio-Cauca                                      | ks. Naftaly Mung'athia MATOGUI        |
| 10  | Tunía                  | Parafia św. Jana Chrzciciela                            |         | Kościół św. Jana Chrzciciela w Tunía                                    | Casa Cural, Parroquia San Juan Bautista, Parque centro, Tunía, Cauca                                        | b.d.                                  |
| 11  | Padilla                | Parafia św. Izydora                                     |         | Kościół św. Izydora w Padilla                                           | calle 9 n° 3 – 37 Barrio Carlos Lleras Restrepo                                                             | ks. Leyder Palacios Mina              |
| 12  | Caloto                 | Parafia św. Stefana                                     |         | Kościół św. Stefana w Caloto                                            | Casa Cural de Caloto-Cauca                                                                                  | ks. Segundo Neftalí RIVERA SILVA      |
| 13  | Santander de Quilichao | Parafia św. Antoniego Padewskiego                       |         | Kościół św. Antoniego Padewskiego w Santander de Quilichao              | Casa Cural, Parroquia San Antonio de Padua, Santander de Quilichao-Cauca: Frente al parque principal        | ks. Héctor HOLGUIN LOPEZ              |
| 14  | Morales                | Parafia św. Antoniego Padewskiego                       |         | Kościół św. Antoniego Padewskiego w Morales                             | Casa Cural. Parroquia San Antonio de Padua, Morales-Cauca, Dirección: Cra 2 No.2-44 Barrio Centro           | ks. Jesús María TÚQUERRES QUINAYÁS    |
| 15  | Tacueyó                | Parafia Zaśnięcia Najświętszej Maryi Panny              |         | Kościół Zaśnięcia Najświętszej Maryi Panny w Tacueyó                    | Casa Cural, Tacueyó, Cauca                                                                                  | ks. Nelson Ovidio LEITON MUÑOZ        |
| 16  | Piendamó               | Parafia Matki Bożej Różańcowej                          |         | Kościół Matki Bożej Różańcowej w Piendamó                               | Casa Cural, Parroquia Ntra. Sra. del Rosario, Cra 7 No.8-51- Barrio Fátima, Piendamó, Cauca                 | ks. Isaías VELASCO                    |
| 17  | Miranda                | Parafia Matki Bożej Różańcowej                          |         | Kościół Matki Bożej Różańcowej w Miranda                                | b.d. | ks. Narváez Collazos Juan Carlos      |
| 18  | Timba                  | Parafia Najświętszej Maryi Panny z Góry Karmel          |         | Kościół Najświętszej Maryi Panny z Góry Karmel w Timba                  | Casa Cural, Parroquia Ntra. Sra. del Carmen, Frente al parque principal, Timba, Cauca                       | ks. Ortega Mondragón Esmid            |
| 19  | Suárez                 | Parafia Najświętszej Maryi Panny z Góry Karmel          |         | Kościół Najświętszej Maryi Panny z Góry Karmel w Suárez                 | Casa Cural, Parroquia Ntra. Sra. del Carmen, Barrio Pueblo Nuevo, Suárez, Cauca                             | ks. Cerón Astudillo Efraín Eduardo    |
| 20  | Mondomo                | Parafia Najświętszej Maryi Panny z Góry Karmel          |         | Kościół Najświętszej Maryi Panny z Góry Karmel w Mondomo                | Casa Cural, Parroquia Ntra. Sra. del Carmen, Frente al parque principal, Mondomo, Cauca                     | ks. Durán Guerrero Elías              |
| 21  | Usenda                 | Parafia Najświętszej Maryi Panny Miłosiernej            |         | Kościół Najświętszej Maryi Panny Miłosiernej w Usenda                   | Casa Cural, Frente al parque principal-Usenda                                                               | ks. Hoyos Acosta Silvio               |
| 22  | Puerto Tejada          | Parafia Najświętszej Maryi Panny Cudownego Medalika     |         | Kościół Najświętszej Maryi Panny Cudownego Medalika w Puerto Tejada     | b.d. | ks. Aguilar Ñañez Gustavo             |
| 23  | Santander de Quilichao | Parafia Najświętszej Maryi Panny z Guadalupe            |         | Kościół Najświętszej Maryi Panny z Guadalupe w Santander de Quilichao   | SANTANDER DE QUILICHAO                                                                                      | ks. Guaca Perafán Mauro Yesid         |
| 24  | Silvia                 | Parafia Najświętszej Maryi Panny z Guadalupe            |         | Kościół Najświętszej Maryi Panny z Guadalupe w Silvia                   | b.d. | ks. Imbachí César Augusto             |
| 25  | Santander de Quilichao | Parafia Dzieciątka Jezus                                |         | Kościół Dzieciątka Jezus w Santander de Quilichao                       | b.d. | ks. Largo Sánchez José Duván          |
| 26  | Guachené               | Parafia Najświętszej Maryi Panny Wspomożenia Wiernych   |         | Kościół Najświętszej Maryi Panny Wspomożenia Wiernych w Guachené        | b.d. | ks. Mina González Adán                |
| 27  | Santander de Quilichao | Parafia Trójcy Przenajświętszej                         |         | Kościół Trójcy Przenajświętszej w Santander de Quilichao                | b.d. | Edwar Gerardo Andrade Rojas           |
| 28  | Puerto Tejada          | Parafia Niepokalanego Poczęcia Najświętszej Maryi Panny |         | Kościół Niepokalanego Poczęcia Najświętszej Maryi Panny w Puerto Tejada | b.d. | ks. Marín García Ever Claudio         |
| 29  | Jambaló                | Parafia Niepokalanego Poczęcia Najświętszej Maryi Panny |         | Kościół Niepokalanego Poczęcia Najświętszej Maryi Panny w Jambaló       | b.d. | ks. Carreño Durán Carlos Andrés, CssR |
| 30  | Puerto Tejada          | Parafia Niepokalanego Ducha Świętego                    |         | Kościół Ducha Świętego w Puerto Tejada                                  | b.d. | ks. Jojoa Urbano Freddy               |
| 31  | Puerto Tejada          | Parafia Chrystusa Króla                                 |         | Kościół Chrystusa Króla w Puerto Tejada                                 | Casa Cural, Parroquia Cristo Rey, Calle 7 con Cra. 26 esquina- Barrio Ricardo Holguín, Puerto Tejada, Cauca | ks. Nelson Darío GARCIA BALLESTEROS   |